# Scott Fernandis
Scott Fernandis (ur. 17 maja 1981) – australijski judoka. Olimpijczyk z Aten 2004, gdzie odpadł w eliminacjach w wadze ekstralekkiej.
Uczestnik mistrzostw świata w 2003. Wicemistrz Oceanii w 2003 i trzeci w 2004. Mistrz Australii w 2003 roku.

## Letnie Igrzyska Olimpijskie 2004
| Konkurencja | Eliminacje           | Klas. końcowa |
| Konkurencja | Przeciwnik I         | Miejsce       |
| ----------- | -------------------- | ------------- |
| 60 kg       | Craig Fallon (GBR) P | 1 runda.      |